# Tyreek Hill
Tyreek Hill (Lauderhill, 1º marzo 1994) è un giocatore di football americano e velocista statunitense che milita nel ruolo di wide receiver per i Miami Dolphins della National Football League (NFL).

## Carriera

### Kansas City Chiefs

#### Stagione 2016
Hill fu scelto nel corso del quinto giro (165º assoluto) nel Draft NFL 2016 dai Kansas City Chiefs. Debuttò come professionista subentrando nella gara del primo turno contro i San Diego Chargers in cui ricevette subito un passaggio da touchdown da 9 yard dal quarterback Alex Smith. Il 27 novembre ritornò un kickoff per 86 yard, segnò un TD su una corsa da 3 yard e ne ricevette un terzo su un passaggio da 3 yard da Smith a cinque secondi dal termine. Fu il primo giocatore a segnare in quei tre modi diversi in una singola gara dall'Hall of Famer Gale Sayers nel 1965. I Chiefs finirono per vincere quella gara contro i Denver Broncos ai supplementari. Per quella prestazione fu premiato come miglior giocatore offensivo della AFC della settimana. Due turni dopo fu premiato come giocatore degli special team della AFC della settimana dopo avere ritornato un punt per 78 yard in touchdown nella vittoria sugli Oakland Raiders, in una gara in cui segnò anche un TD su una ricezione da 36 yard. A fine stagione fu convocato per il Pro Bowl come kick returner della AFC e inserito nel First-team All-Pro.

#### Stagione 2017
Hill iniziò la seconda stagione professionistica guidando i Chiefs con 133 yard ricevute e un touchdown nella vittoria a sorpresa in casa dei Patriots campioni in carica. Tornò a superare le 100 yard ricevute nella gara del settimo turno contro gli Oakland Raiders in cui ne ricevette 125, incluso un touchdown da 64 yard. A fine stagione fu convocato per il suo secondo Pro Bowl come kick returner.

#### Stagione 2018
Nel primo turno della stagione 2018 Hill ricevette due touchdown dal nuovo quarterback titolare Patrick Mahomes e ne segnò un terzo su un ritorno di punt da 91 yard a inizio partita, nella vittoria esterna sui Chargers per 38-28.
Il 19 novembre ricevette un record in carriera di 215 yard, segnando due touchdown nella sconfitta esterna con i Los Angeles Rams per 54-51 (prima partita nella storia NFL in cui entrambe le squadre superano i 50 punti).
 A fine stagione fu convocato per il suo terzo Pro Bowl, il primo come ricevitore, ed inserito nel First-team All-Pro dopo avere fatto registrare 87 ricezioni per 1.479 yard e 12 touchdown.

#### Stagione 2019
Nel primo turno della stagione 2019 Hill si infortunò perdendo un mese e mezzo di gioco. Tornò in campo nella settimana 6 contro i Texans ma i suoi due touchdown non bastarono ai Chiefs ad evitare la sconfitta. Nella settimana 9 ricevette dal quarterback di riserva Matt Moore 140 yard e un touchdown, trascinando Kansas City alla vittoria sui Minnesota Vikings. A fine stagione fu convocato per il suo quarto Pro Bowl dopo avere ricevuto 860 yard e 7 touchdown in 12 partite. Nella finale della AFC divenne il primo giocatore della storia dei Chiefs a segnare 2 touchdown su ricezione in una gara di playoff, nella vittoria sui Tennessee Titans che riportò la squadra al Super Bowl per la prima volta dal 1969. Nella finalissima i Chiefs batterono i San Francisco 49ers, laureandosi campioni NFL.

#### Stagione 2020
Nell'ottavo turno della stagione 2020 Hill segnò due touchdown nella vittoria sui New York Jets. Nel dodicesimo stabilì un nuovo primato personale ricevendo 269 yard, 200 delle quali nel primo quarto, e tre touchdown nella vittoria sui Tampa Bay Buccaneers, venendo premiato come giocatore offensivo della AFC della settimana. Nella settimana 15 pareggiò il record di franchigia di 15 touchdown su ricezione stabilito nel Kansas City Chiefs 2010. Arrivò così a quota 17 totali, l'unico ricevitore a toccare tale cifra assieme a Randy Moss nelle ultime 25 stagioni. La sua annata si chiuse al secondo posto della NFL in touchdown su ricezione, venendo convocato per il suo quinto Pro Bowl (non disputato a causa della pandemia di COVID-19) e venendo incluso per la terza volta nel First Team All-Pro. Nel divisional round dei playoff guidò la squadra con 110 yard ricevute nella vittoria sui Cleveland Browns. Nella finale AFC guidò nuovamente la squadra con 172 yard ricevute nella vittoria sui Buffalo Bills che qualificò i Chiefs al secondo Super Bowl consecutivo, questa volta perso contro i Tampa Bay Buccaneers.

#### Stagione 2021
Nella prima gara della stagione 2021 Hill ricevette da Mahomes 11 passaggi per 197 yard e un touchdown nella vittoria in rimonta sui Browns. A fine stagione fu convocato per il suo sesto Pro Bowl dopo essersi classificato terzo nella NFL con 111 ricezioni per 1.239 yard e 9 marcature. I Chiefs arrivarono fino alla quarta finale di conference consecutiva, perdendo ai tempi supplementari contro i Cincinnati Bengals.

### Miami Dolphins

#### Stagione 2022
Il 23 marzo 2022 Hill passò ai Miami Dolphins in cambio di una scelta del primo giro, una del secondo giro, due quarto giro e una del sesto giro. Dopo lo scambio firmò un'estensione di contratto di 4 anni dal valore di 120 milioni di dollari, dei quali 72,2 milioni garantiti. Nel secondo turno ricevette 11 passaggi per 190 yard dal suo nuovo quarterback Tua Tagovailoa e segnò due touchdown, entrambi nel quarto periodo, contribuendo alla vittoria in rimonta sui Ravens che i Dolphins erano stati in svantaggio di 21 punti. Con 143 yard ricevute nella vittoria della settimana 9 contro i Chicago Bears Hill giunse a quota 1.104 nel 2022, un record NFL per un giocatore nelle prime nove gare della stagione. A fine stagione fu convocato per il suo settimo Pro Bowl e inserito nel First-team All-Pro dopo essersi classificato secondo nella NFL sia in ricezioni (119) che in yard ricevute (1.710).

#### Stagione 2023
Hill aprì la stagione con 215 yard ricevute e 2 marcature nella vittoria sui Chargers. Nel sesto turno ricevette 162 yard e un touchdown nella vittoria sui Carolina Panthers. Fu la quarta gara su sei in stagione in cui ricevette almeno 150 yard. Due settimane dopo con 112 yard ricevute e un touchdown nella vittoria sui Patriots divenne il primo giocatore dell'era Super Bowl a raggiungere le mille yard ricevute già all'ottava partita in stagione. Alla fine di ottobre fu premiato come giocatore offensivo della AFC del mese dopo avere ricevuto 36 passaggi per 602 yard (120,4 a partita) e 4 touchdown. Nell'undicesimo turno, Hill ricevette 146 yard, incluso un touchdown da 38 yard, nella vittoria sui Raiders. Nella settimana 13 ricevette 157 yard e segnò due touchdown nella vittoria sui Washington Commanders.
Dopo avere saltato la gara della settimana 15 per infortunio, Hill tornò in campo contro i Dallas Cowboys in cui ricevette 9 passaggi per 99 yard nella vittoria che qualificò i Dolphins ai playoff. A fine stagione fu convocato per il suo ottavo Pro Bowl e inserito nel First-team All-Pro dopo avere guidato la NFL con 1.799 yard ricevute e 14 touchdown su ricezione, mentre fu secondo con 119 ricezioni. Fu inoltre il primo ricevitore della storia a essere votato al primo posto nella NFL Top 100 dai suoi colleghi.

#### Stagione 2024
Il 3 agosto 2024 Hill firmó un nuovo contratto triennale del valore di 90 milioni di dollari. Nelle ore che precedettero la prima partita della stagione fu arrestato per eccesso di velocità dalla polizia di Miami e portato al commissariato in manette, riuscendo tuttavia a essere in campo e risultando decisivo nella vittoria contro i Jaguars in cui ricevette 7 passaggi per 130 yard, incluso un touchdown da 80 yard nel finale del terzo periodo che cambiò l'inerzia della gara in favore dei Dolphins e fu il più lungo in carriera. Nella settimana 14 ricevette 10 passaggi per 115 yard e un touchdown nella vittoria ai tempi supplementari contro i Jets.

## Palmarès

### Football americano

#### Franchigia
- Super Bowl : 1

Kansas City Chiefs: LIV
- American Football Conference Championship: 2

Kansas City Chiefs: 2019, 2020

#### Individuale
- Convocazioni al Pro Bowl: 8

2016, 2017, 2018, 2019, 2020, 2021, 2022, 2023
- First-team All-Pro: 5

2016, 2018, 2020, 2022, 2023
- Giocatore offensivo della AFC del mese: 1

ottobre 2023
- Giocatore offensivo della AFC della settimana: 2

12ª del 2016, 12ª del 2020
- Giocatore degli special team della AFC del mese: 1

dicembre 2016
- Giocatore degli special team della AFC della settimana: 2

14ª e 16ª del 2016
- Leader della NFL in touchdown su ricezione: 1

2023
- Rookie della settimana: 1

17ª del 2016
- PFWA All-Rookie Team - 2016
- Formazione ideale della NFL degli anni 2010

### Atletica leggera
| Anno | Manifestazione    | Sede       | Evento      | Risultato | Prestazione | Note |
| ---- | ----------------- | ---------- | ----------- | --------- | ----------- | ---- |
| 2012 | Mondiali juniores | Barcellona | 100 m piani | 4º        | 10"29       |      |
| 2012 | Mondiali juniores | Barcellona | 200 m piani | Bronzo    | 20"54       |      |
| 2012 | Mondiali juniores | Barcellona | 4×100 m     | Oro       | 38"67       |      |